# Stadio Renzo Barbera
Stadio Renzo Barbera is een voetbalstadion in de Italiaanse stad Palermo, op het eiland Sicilië. Het stadion, dat eigendom is van de gemeente Palermo, is de thuishaven van SSD Palermo.
Het stadion werd op 24 januari 1932 geopend onder de naam Stadio Littorio in het Parco della Favorita. Niet veel later, in 1936, kreeg het stadion de naam Stadio Michele Marrone, ter nagedachtenis aan een overleden soldaat in de Spaanse Burgeroorlog. Vervolgens, aan het eind van de Tweede Wereldoorlog werd deze naam gewijzigd. Het stadion heette nu Stadio La Favorita, een naam die tot 2002 gedragen werd.
Door renovaties, onder andere in 1989, heeft de stadioncapaciteit gevarieerd. Hedendaags telt Stadio Renzo Barbera 37.619 zitplaatsen, verdeeld over twee ringen. Slechts de hoofdtribune van het stadion is overkapt.

## WK interlands
| № | Datum        | Wedstrijd           | Uitslag | Competitie               | Toeschouwers |
| - | ------------ | ------------------- | ------- | ------------------------ | ------------ |
| 1 | 12 juni 1990 | Nederland – Egypte  | 1 – 1   | WK 1990 - Groepsfase (F) | 33.288       |
| 2 | 17 juni 1990 | Ierland – Egypte    | 0 – 0   | WK 1990 - Groepsfase (F) | 33.288       |
| 3 | 21 juni 1990 | Ierland – Nederland | 1 – 1   | WK 1990 - Groepsfase (F) | 33.288       |

Stadio San Nicola (Bari) · Stadio Luigi Ferraris (Genua) · Stadio Olimpico (Rome) · Stadio Renato Dall'Ara (Bologna) · Stadio Giuseppe Meazza (Milaan) · Stadio delle Alpi (Turijn) · Stadio Sant'Elia (Cagliari) · Stadio San Paolo (Napels) · Stadio Friuli (Udine) · Stadio Communale (Florence) · Stadio Della Favorita (Palermo) · Stadio Marcantonio Bentegodi (Verona)
Giuseppe Meazza (AC Milan/Inter Milan) ·
Olimpico (AS Roma/SS Lazio) ·
Atleti Azzuri (Atalanta Bergamo) ·
Renato Dall'Ara (Bologna) ·
Giovanni Zini (Cremonese) ·
Carlo Castellani (Empoli) ·
Artemio Franchi (Fiorentina) ·
Marcantonio Bentegodi (Hellas Verona) ·
Allianz Stadium (Juventus) ·
Via del Mare (Lecce) ·
Brianteo (Monza) ·
Diego Armando Maradona (Napoli) ·
Arechi (Salernitana) ·
Luigi Ferraris (Sampdoria) ·
Città del Tricolore (Sassuolo) ·
Alberto Picco (Spezia) ·
Olimpico di Torino (Torino) ·
Friuli (Udinese)
Cino e Lillo Del Duca (Ascoli) ·
San Nicola (Bari) ·
Ciro Vigorito (Benevento) ·
Mario Rigamonti (Brescia) ·
Unipol Domus (Cagliari) ·
Pier Cesare Tombolato (Cittadella) ·
Giuseppe Sinigaglia (Como) ·
San Vito-Gigi Marulla (Cosenza) ·
Benito Stirpe (Frosinone) ·
Luigi Ferraris (Genoa) ·
Alberto Braglia (Modena) ·
Renzo Barbera (Palermo) ·
Ennio Tardini (Parma) ·
Renato Curi (Perugia) ·
Garibaldi-Romeo Anconetani (Pisa) ·
Oreste Granillo (Reggina) · 
Paolo Mazza (SPAL) ·
Druso (Südtirol) ·
Libero Liberati (Ternana) ·
Pierluigi Penzo (Venezia)